# Heliotropium indicum
Heliotropium indicum, comúnmente conocido como el heliotropo indio, es una planta anual, hirsuta que es una maleza común en lugares de desecho y las zonas pobladas. Es originaria de Asia.

## Descripción

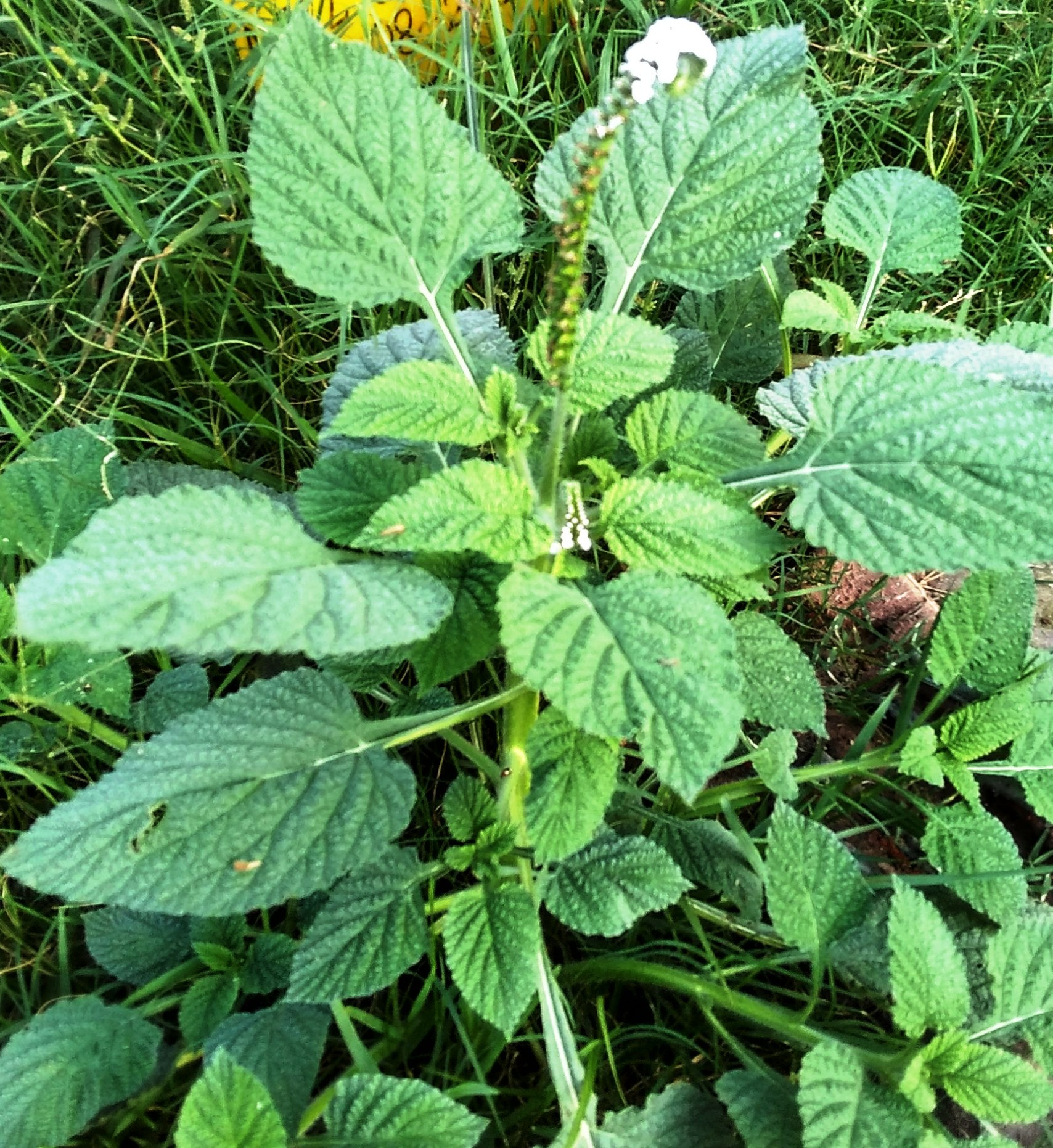
Heliotropium indicum, Kolkata, India

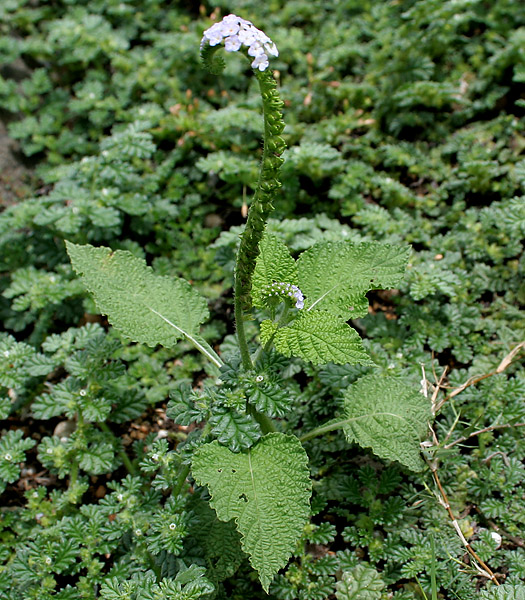
’’Heliotropium indicum’’ en Pocharam, Andhra Pradesh, India.

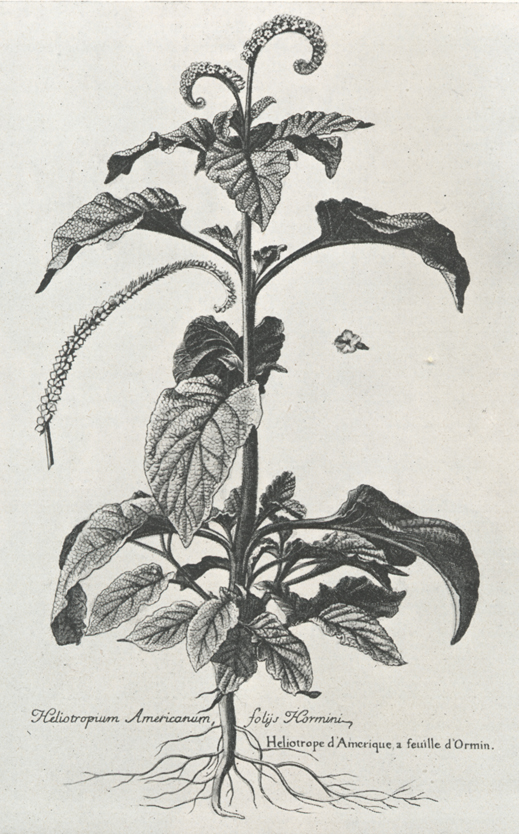
Ilustración

Es una planta anual, erecta, ramificada que puede crecer hasta una altura de unos 15 a 50 cm. Tiene un tallo velloso, teniendo alternando hojas ovadas a oblongo-ovadas. Tiene pequeñas flores blancas con un cáliz verde; cinco estambres soportados en un tubo de la corola; un estilo terminal; y un ovario de cuatro lóbulos.

## Distribución

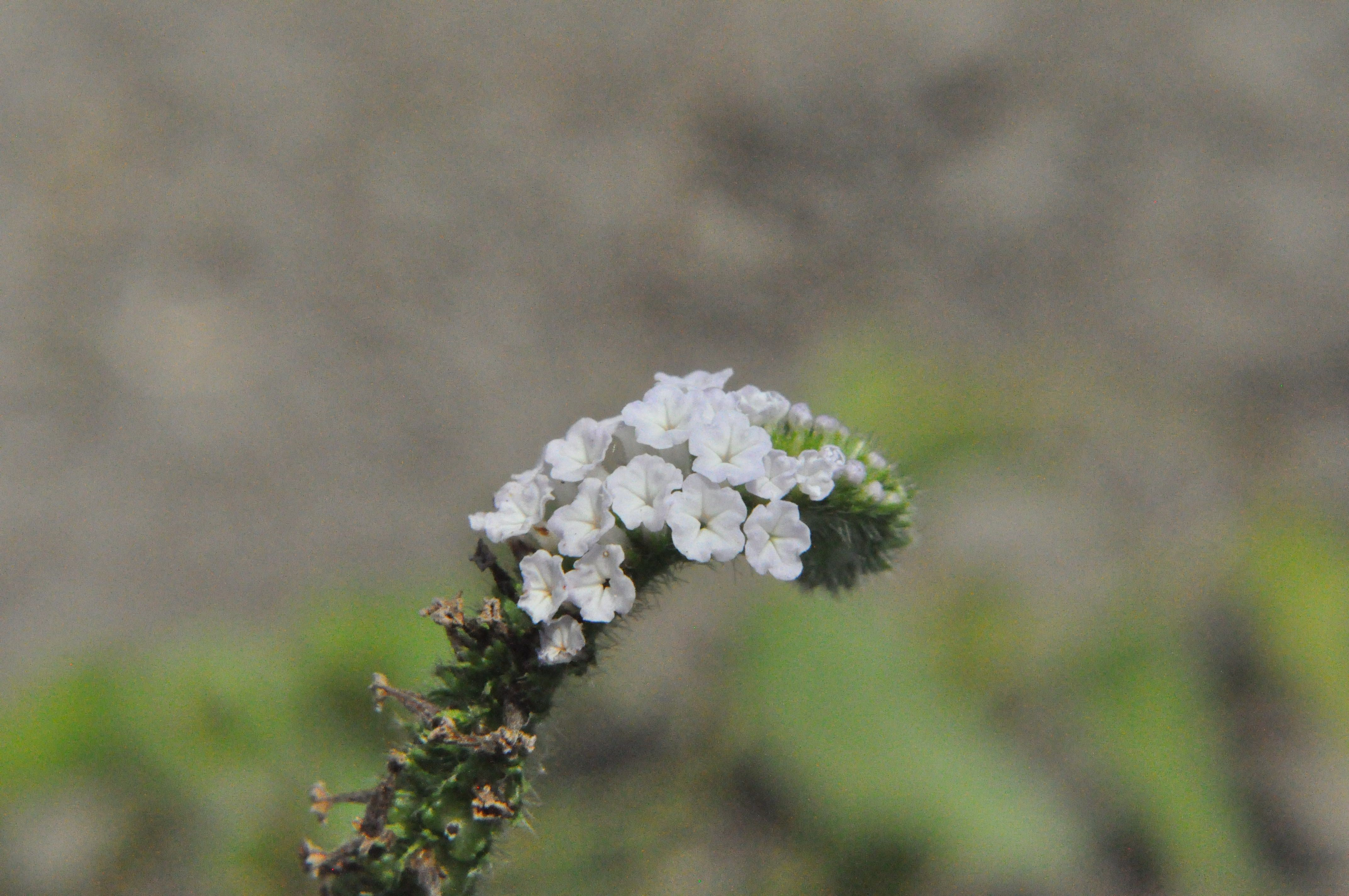

La planta es originaria de Asia. Una mala hierba común en lugares de desecho y las zonas pobladas.

## Importancia económica
En las Filipinas, la planta se utiliza principalmente como un medicamento a base de hierbas. El jugo extraído de las hojas machacadas de la planta se utiliza para curar heridas, úlceras de la piel y furúnculos. El zumo también se utiliza como una gota ocular para la conjuntivitis. Las hojas machacadas se utilizan como cataplasma.

## Toxicidad
Heliotropium indicum contiene alcaloides tumorígenos.

## Taxonomía
Heliotropium indicum fue descrito por Carlos Linneo y publicado en Species Plantarum 1: 130. 1753.
Sinonimia
- Eliopia riparia Raf.
- Eliopia serrata Raf.
- Heliophytum indicum (L.) DC.
- Heliophytum velutinum DC.
- Heliotropium africanum Schumach. & Thonn.
- Heliotropium anisophyllum P.Beauv.
- Heliotropium cordifolium Moench
- Heliotropium foetidum Salisb.
- Heliotropium horminifolium Mill.
- Tiaridium anisophyllum G.Don
- Tiaridium indicum (L.) Lehm.
- Tiaridium velutinum Lehm.[5]

## Nombres comunes
- En Cuba: alacranillo[6]
- En Venezuela: rabo de alacrán[6]
- En Chiapas (MÉXICO): LILU ESPIRALUS
- En Ecuador : rabo de gallo